# Gao (langue)
Pour les articles homonymes, voir gao.
Le gao (ou nggao) est une des langues de Nouvelle-Irlande, parlée par 1 220 locuteurs, sur l'île Central Isabel, au sud-est de Floakora Point, surtout à Poro. Ses locuteurs emploient aussi le cheke holo et le bughotu.